# Fjellenstrup Station
Fjellenstrup Station er en dansk jernbanestation i Fjellenstrup  på Gribskovbanen i den sydlige del af byen Gilleleje i Nordsjælland. Trinbrættet åbnede 9. december 1982.